# Xiphactinus audax
Xiphactinus audax (dal latino e greco "raggi a spada") era un enorme pesce predatore di 6 metri che viveva nell'antico mare che copriva la maggior parte degli USA e del Canada nel tardo Cretaceo. Probabilmente assomigliava ad un'enorme aringa munita di denti affilatissimi. Questo animale poteva a sua volta essere preda dei Mosasauri e del Cretoxyrhina, squalo simile all'odierno squalo bianco.
Non sono mai stati trovati fossili appartenenti ad individui giovani eccetto il frammento di una mascella lunga circa 25 cm.

## Alimentazione

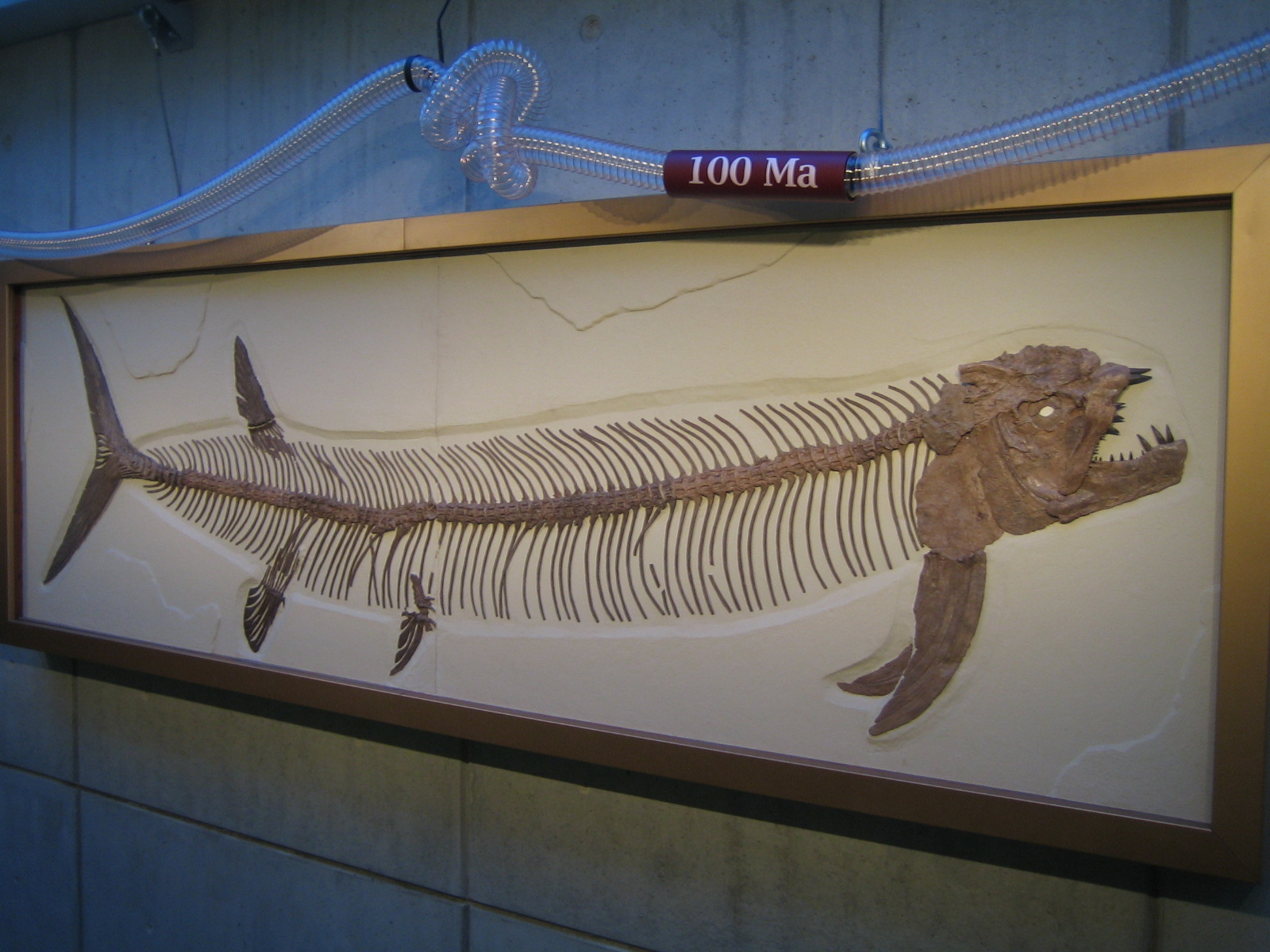
Xiphactinus audax in esposizione alla Cosmocaixa di Barcellona

Lo Xiphactinus inghiottiva la preda intera contraendo le mascelle e creando così una spinta che la conduceva fino allo stomaco. Questo metodo tuttavia comportava dei rischi: come infatti dimostrato con un fossile eccezionalmente ben conservato, questi pesci ossei potevano ingoiare prede grandi anche la metà del proprio corpo, con il rischio che queste danneggiassero i tessuti della gola e quindi uccidessero l'animale o che ne provocassero la morte per soffocamento.

## Un rapido declino
Il genere si estinse durante il corso del Cretaceo, quando il mare Nord Americano si chiuse e piano piano si prosciugò.

## Nella cultura di massa
Lo Xiphactinus appare nel documentario della BBC - Mostri del mare, in Avventura Nella Preistoria - I Mostri Marini di National Geographic, nella seconda stagione de Il pianeta preistorico un branco di questi pesci mangia un banco di pesci e poi degli hesperornis e nel film Viaggio al centro della Terra. È uno dei pesci giocabili nel videogioco Feed and grow fish e appare anche in Jurassic World: il gioco, dove, raggiunto il livello 40, può essere fuso con un Prognathodon per creare l'ibrido "Xinatodonte".